# Silene gaubae
Silene gaubae är en nejlikväxtart som beskrevs av Joseph Friedrich Nicolaus Bornmüller och Gauba. Silene gaubae ingår i släktet glimmar, och familjen nejlikväxter. Inga underarter finns listade i Catalogue of Life.